# Dorfkirche Kapern

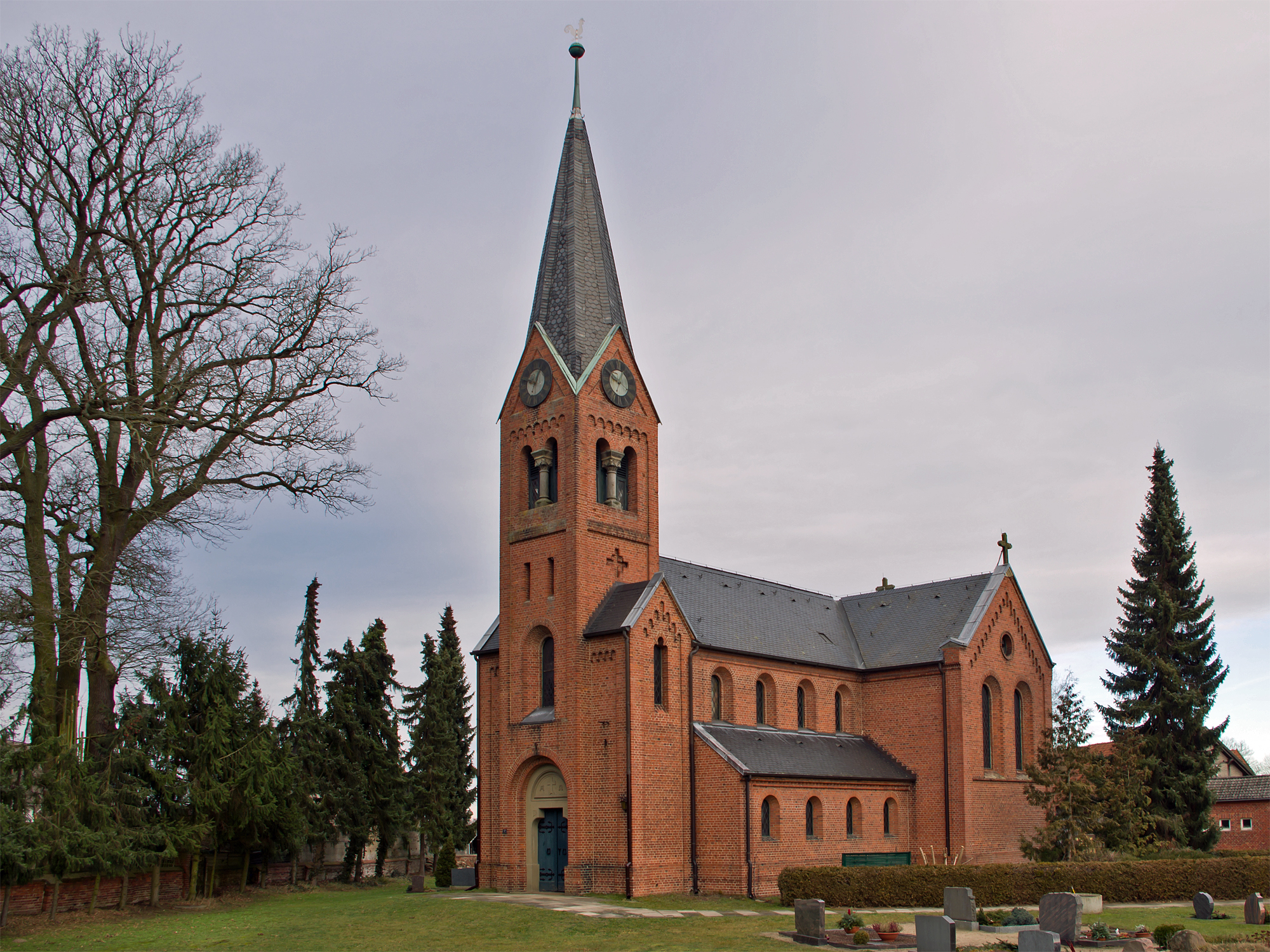
Dorfkirche Kapern

Die Dorfkirche Kapern ist eine evangelisch-lutherische Kirche in Kapern, einem Ortsteil der Stadt Schnackenburg im niedersächsischen Landkreis Lüchow-Dannenberg. Sie wurde im 19. Jahrhundert im neoromanischen Stil errichtet.

## Lage und Geschichte
Die Kirche liegt in südwestlicher Richtung am Ortsausgang von Kapern und wird vom Friedhof umgeben, auf dem zwei Mahnmale für die Verstorbenen der beiden Weltkriege stehen. Die Kirche wurde 1856 von Conrad Wilhelm Hase als dreischiffige Basilika im neoromanischen Stil errichtet und 1860 eingeweiht. Ab 1976 gehörte die Gemeinde zum Kirchspiel Schnackenburg, heute zum Kirchspiel an Elbe und Seege im Kirchenkreis Lüchow-Dannenberg der Evangelisch-lutherischen Landeskirche Hannover.

## Architektur
Die Kirche ist seit der Errichtung im Originalzustand erhalten geblieben. Sie ist ein massiver Ziegelbau. In den letzten Jahren wurde das Gebäude häufiger restauriert und gegen Feuchtigkeitsschäden geschützt. Das Mauerwerk wurde überarbeitet, die historischen Fenster wurden restauriert und derzeit (2019) wird die Innenbemalung in ihre ursprüngliche Farbigkeit zurückgebracht.

## Ausstattung
Zur Ausstattung der Kirche zählen Wandbilder des Dresdners Karl Andreä von 1870, ein mittelalterlichem Baustil nachempfundenes Taufbecken sowie eine ornamentale Jugendstilausmalung aus dem Jahr 1905. Die  pneumatische Orgel der Orgelbauer Furtwängler & Hammer stammt aus dem Jahr 1905.

## Glocken
Im Turm hängen zwei Glocken mit den Schlagtönen (cis2 und e2). Die e2 ist historisch und wurde 1694 gegossen. Die cis2 ist ein Werk des Gießers Friedrich Wilhelm Schilling aus dem Jahr 1971 und damit eine der letzten von ihm gegossenen Glocken.